# Am Palais

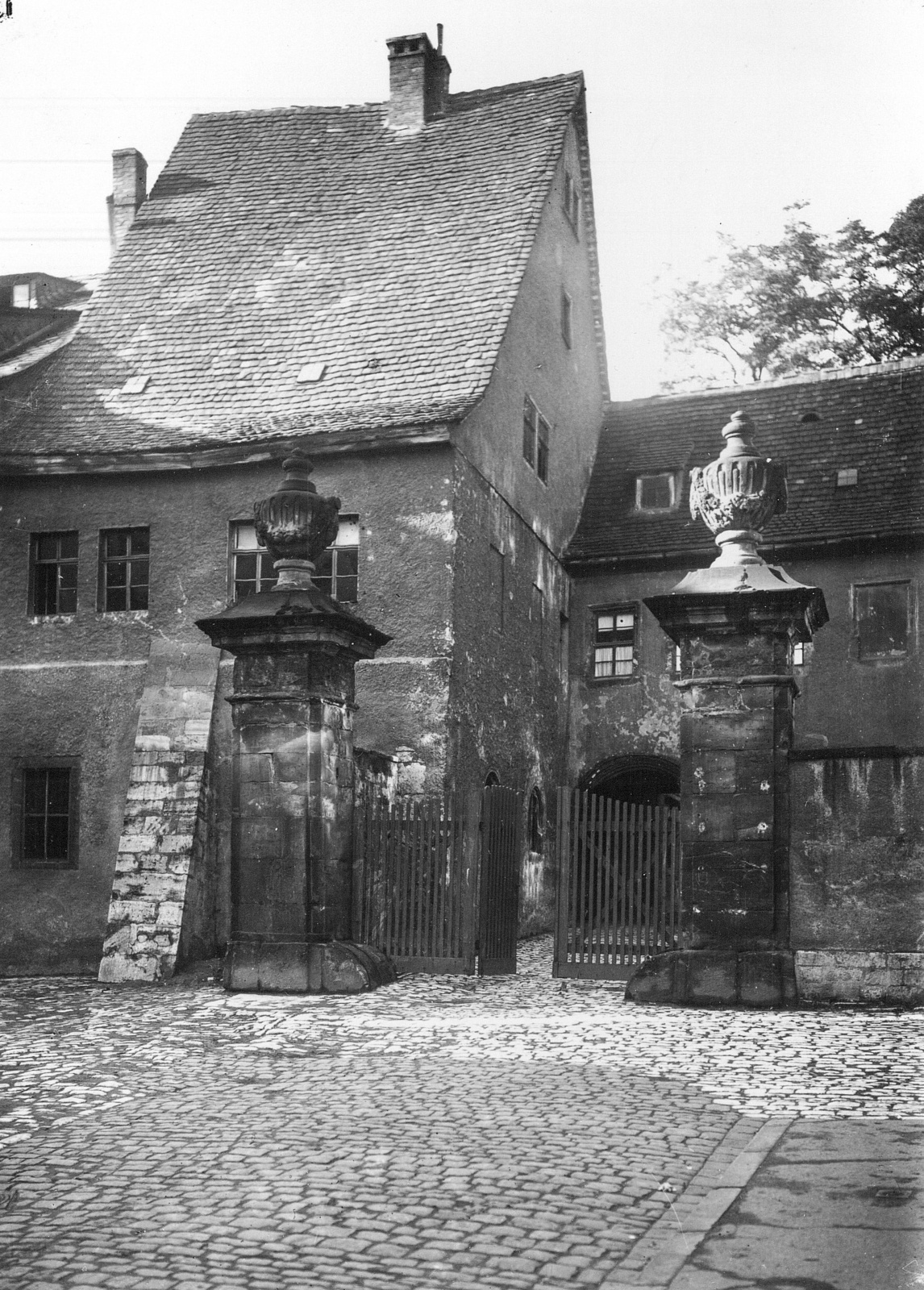
Eingangstor zum Wittumspalais um 1920

Am Palais ist eine kurze Sackgasse in Weimar zwischen dem Wittumspalais und einem Appendix der Marktstraße bzw. der Windischenstraße.
Links vom Eingangstor des Wittumspalais endet die Straße. Über den Durchgang durch ein Gebäude und die anschließende Treppe ist dort zu Fuß jedoch der Übergang zur Schillerstraße möglich.
Die Straße Am Palais steht nicht auf der Liste der Kulturdenkmale in Weimar (Sachgesamtheiten und Ensembles). Allerdings gehört das angrenzende Wittumspalais zu den Unesco-Denkmalen in Weimar und wird gemeinsam mit dem Franziskanerkloster sowie den Gebäuden Am Palais 1 und Am Palais 2 auf der Liste der Kulturdenkmale in Weimar (Einzeldenkmale) aufgeführt. Vor dem Haus Am Palais 2 befindet sich eine große Steinkugel des Weimarer Künstlers Tilo Baath. 
Der Eingangsbereich zum Wittumspalais wird durch das barocke schmiedeeiserne Tor mit imposanten Pfeilern aus Berkaer Buntsandstein markiert, denen zwei große Urnen aufgesetzt sind. Bemerkenswert ist auch das Kopfsteinpflaster.